# Heinrich Keiser
Paul Wilhelm Heinrich Keiser (* 20. November 1899 in Nordhausen; † 22. August 1957 in Walkenried) war ein deutscher Kaufmann und nationalsozialistischer Funktionär.

## Leben und Wirken
Sein Vater war der Fassfabrikant Heinrich Keiser in Nordhausen. Nach Besuch des dortigen Realgymnasiums meldete er sich 1915 als Freiwilliger zum Einsatz im Ersten Weltkrieg. Als Leutnant a. D. kehrte er 1918 aus dem Krieg zurück und schloss sich 1919 im Baltikum einem Freikorps an. Zurück im Südharz, stieg er in den elterlichen Betrieb ein und wurde Mitglied des Stahlhelms und trat zum 1. Dezember 1925 der NSDAP bei (Mitgliedsnummer 22.750). Bereits 1926 schied er aus dieser Partei aus und trat zum 1. September 1930 erneut bei. In Bad Sachsa erfolgte seine Ernennung zum Ortsgruppenleiter. Zwei Jahre später wurde er zum NSDAP-Kreisleiter Südharz ernannt. Sein Zuständigkeitsgebiet umfasste auch den preußischen Kreis Grafschaft Hohenstein. Als der Landrat dieses Landkreises, Gerhard Stumme, am 15. Februar 1934 starb, kam es zwischen Keiser und dem Oberbürgermeister Heinz Sting aus Nordhausen zu einem erbitterten parteiinternen Machtkampf um die Nachfolge als Landrat. Sting wurde als kommissarischer Landrat eingesetzt, aber bereits im April 1934 vom NSDAP-Gauleiter Fritz Sauckel durch Keiser ersetzt. Dies ließ sich Sting nicht gefallen. Er sammelte belastendes Material gegen Keiser und erwirkte 1934 bei der Staatsanwaltschaft einen Haftbefehl gegen ihn. Infolge des im Oktober 1934 ausgelösten Strafverfahrens zwischen beiden verloren Kaiser und Sting ihre Ämter. Keiser wurde 1935 auch seines Amtes als NSDAP-Kreisleiter in Nordhausen entbunden und als solcher nach Saalfeld-Rudolstadt versetzt. Hier kam es nach einiger Zeit zu Auseinandersetzungen mit dem Verleger Karl Dietz. An den Novemberpogromen 1938 war er maßgeblich beteiligt. 1941 wurde Keiser nach Verurteilung zur Gefängnishaft endgültig aus der NSDAP ausgeschlossen. Er arbeitete daraufhin wieder als Likörfabrikant und Inhaber der Klosterbrennerei in Walkenried.